# Alfredo La Placa
Alfredo La Placa Subieta (Potosí, 3 de mayo de 1929-La Paz, 30 de diciembre de 2016), fue un pintor boliviano, precursor del arte abstracto en Bolivia.Junto con otros artistas forma parte de la llamada generación del 52, que introdujo en Bolivia el gusto por el arte abstracto. 
La Placa desarrolló las técnicas de óleo y acrílico sobre lienzo. Realizó más de una docena de exposiciones individuales en Bolivia, Uruguay y Suiza, y participó en más de cincuenta exposiciones colectivas en varios países de América del Sur y de Europa (España, Francia, Alemania y Bélgica) y en Estados Unidos. Entre los muchos premios que el artista ha conseguido a lo largo de su trayectoria profesional cabe destacar los siguientes: Gran Premio del VIII Salón Pedro Domingo Murillo (La Paz, 1960), Primer Premio de Pintura Universidad Técnica de Oruro (1968), Premio IV Festival Internacional de Pintura Chateau-Musée (Cagnes-sur-Mer, Francia, 1972) y Primer Premio de pintura I Bienal de Arte Inbo en La Paz, 1975.

## Biografía
Nació el 3 de mayo de 1929, en la ciudad de Potosí, hijo de Amadeo La Placa Gatta, italiano, nacido en Iglesias, Cerdeña; y Rebeca Subieta Alba, nacida en Potosí, Bolivia.
Desde una edad muy temprana, Alfredo demostró gran interés por las artes y las ciencias. Su hermano Enrique y él gozaron de sus propios estudios en casa, en los que pudieron desarrollar sus talentos artísticos y realizaron diversos experimentos científicos.
Fue un destacado alumno en el colegio Alemán de Bolivia, al terminar los estudios secundarios fue Becado por la Fundación Simón I. Patiño, para realizar estudios de medicina en Córdoba, Argentina en 1947 y en Pavía, Italia en 1952.
Es en Italia, durante sus estudios de medicina, que vuelve a conectar con el arte, razón por la que abandona sus avanzados estudios de medicina para hacerse pintor en 1953 retornando a Bolivia, su país de origen. 
Inicia su carrera como pintor autodidacta, inspirado por las obras de arte que apreció durante su estadía en Europa y por su observación de la naturaleza desde una perspectiva casi científica.
En 1955 se traslada a Brasil, donde trabaja en "Cerámica Paulista". Más adelante asiste al taller libre de Sansón Flexer.
En 1957 Retorna a Bolivia y durante tres años trabaja diariamente la figura humana con Fernando Montes (pintor boliviano) y Jorge Calasso (Escultor uruguayo).
Fundan junto a Jorge Calasso  el "Búho", lugar de tertulias, trabajo y esparcimiento en el que diferentes artistas y personalidades de la época comparten e intercambian ideas.
En 1960 contrae matrimonio con Litta Haus Salmón, reconocida pianista y profesora de piano boliviana. Fruto de esta relación nacen sus cuatro hijos: Maria Berenice la Placa Haus  en 1962, Giannina La Placa Haus  en 1964, José La Placa Haus  en 1966 y Circe La Placa Haus en 1969.Ese mismo año, realiza su primera exposición individual con la serie Fusión en el Centro Italo-Boliviano en la ciudad de La Paz y gana el Premio Domingo Murillo con la obra Dominante en Azul.

## Cronología
En 1961 gana el Gran Premio Nacional de Arte. 
De 1966-1968 es nombrado Director artístico de Artesanías Bolivianas, donde diseña varios objetos, tejidos y alfombras que logran gran aceptación en el mercado nacional e internacional.
En 1968 enseña pintura en el Taller Libre de la Escuela Superior de Bellas Artes en La Paz, Bolivia.
En 1969 desempeña el cargo de Director Artístico en Televisión Boliviana.
En 1972 obtiene el Premio Nacional para Bolivia en el IX Festival Internacional de Pintura Cagnes-Sur-Mer
En 1975 es nombrado Director del Museo Nacional de Arte con sede en La Paz, así como Director Nacional del Patrimonio Artístico de Bolivia. También trabaja como Profesor de Composición Artística y Apreciación del arte en la Universidad Mayor de San Andrés en La Paz Bolivia. Se le distingue con la orden del Cerro de Plata en el grado de Caballero por la Honorable Municipalidad de Potosí, Bolivia. Ese mismo año obtiene también el Primer Premio en la I Bienal de Arte INBO en La Paz, Bolivia
De 1978 a 1979 ocupa el cargo de Director Nacional de Museos y es invitado como delegado al Coloquio Internacional de Museografía y Patrimonio Cultural en Bogotá, Colombia y a la Segunda Conferencia Internacional de Museos en Oaxaca, México.
En 1979 fallece su padre y se separa de su primera esposa Litta Haus. Se traslada a París donde reside 10 años junto a su compañera y colega Graciela Rodo Boulanger.
En 1989 retorna a Bolivia y comienza su relación con Rita del Solar con quien convive hasta el fin de sus días. Ese año presenta su primera retrospectiva en el Museo Nacional de Arte con obra desde 1960.
En el 50 Aniversario de Naciones Unidas el Gobierno de Bolivia entrega como obsequio el tríptico Cripticandina para su exhibición permanente en la sede de Nueva York, en acto solemne con la presencia del Canciller de Bolivia Antonio Aranibar y el Secretario General de la ONU Butros Gali.
En 1998 fallece su madre. Ese mismo año es distinguido por el Gobierno de la República del Brasil con la Orden de Rio Branco en el grado de Oficial.
En 2004 obtiene el Diploma de San Pablo al Mérito Cultural otorgado por la Universidad Católica San Pablo de La Paz.
En 2006 recibe el Premio Nacional de Cultura de Bolivia.
En 2008 se le otorga el Premio Obra de Vida Fausto Aóiz por el Gobierno Municipal de La Paz.
En 2009 Estatuilla Otro Arte al Artista Plástico Contemporáneo del Año en La Paz.
En 2014 recibe el título Maestro de las Artes en la disciplina: Artes Plásticas, Ministerio de Educación La Paz.
En 2015 fallece su hermano Enrique La Placa en San Juan de Puerto Rico.
El 6 de octubre de 2016 presenta su última exposición titulada Rojo y Negro en la galería Mérida Romero en La Paz. En noviembre del mismo año cede una parte de sus pinturas al Banco Nacional de Bolivia para su exposición permanente.
Fallece en la ciudad de La Paz, el 30 de diciembre de 2016.
Es considerado como uno de los mayores exponentes del arte abstracto boliviano a nivel mundial.